# Love Is Hell (album Ryana Adamsa)
Love Is Hell je album Ryana Adamsa objavljen 4. svibnja 2004. Album je isprva objavljen kao dva EP-a, Love Is Hell pt. 1 i Love Is Hell pt. 2, na inzistiranje Lost Higwhay Recordsa, Adamsove izdavačke kuće koja je tvrdila kako album nije komercijalno isplativ. Ova verzija albuma objavljena je kad su se EP-ovi pokazali većim komercijalnim uspjesima nego što je to bilo očekivano. Album je dosegao 64. mjesto na britanskoj ljestvici albuma.
"Wonderwall", obrada pjesme Oasisa, objavljena je u Velikoj Britaniji 28. lipnja 2004. kao singl. Kratka verzija "Anybody Wanna Take Me Home" originalno se pojavila na njegovom prethodnom albumu Rock n Roll, no u nešto drugačijem izdanju.
Love Is Hell objavljen je u Japanu 27. lipnja 2007. s bonus diskom s pjesmama snimljenim kad i album.

## Popis pjesama
Album:
1. "Political Scientist" - 4:33
2. "Afraid Not Scared" - 4:13
3. "This House Is Not For Sale" - 3:53
4. "Anybody Wanna Take Me Home" - 5:31
5. "Love Is Hell" - 3:19
6. "Wonderwall" - 4:09
7. "The Shadowlands" - 5:18
8. "World War 24" - 4:17
9. "Avalanche" - 5:09
10. "My Blue Manhattan" - 2:23
11. "Please Do Not Let Me Go" - 3:37
12. "City Rain, City Streets" - 3:49
13. "I See Monsters"  - 3:57
14. "English Girls Approximately" - 5:42
15. "Thank You Louise" - 2:52
16. "Hotel Chelsea Nights" - 5:10

Japanska verzija s bonus diskom:
1. "Halloween" - 3:52
2. "Caterwaul" - 5:41
3. "Fuck The Universe" - 7:29
4. "Twice As Bad As Love" - 4:14
5. "Father's Son" - 3:36
6. "Gimme Sunshine" - 3:55
7. "Black Clouds" - 4:48